# Classificação de Chammas
A Classificação de Chammas é um método diagnóstico realizado no estudo ultrassonográfico Doppler, em nódulos na tireoide. De acordo com o padrão de vascularização do nódulo em relação ao seu entorno, dá-se a classificação nos padrões de I á V, após estudo conduzido no HC/FMUSP, em 2005.
Existe por oposição à Classificação de Lagalla, mais conhecida. Estas classificações tentam ajudar na classificação de nódulos suspeitos na tireoide, indicando ou não punção aspirativa por agulha fina (PAAF).
Tipos de carcinoma que podem estar relacionados a nódulos de pescoço:
- Carcinoma tiroidiano
- Carcinoma medula óssea
- Linfoma de Hodgkin
- Linfoma não hodgkin